# Edith Zimmermann
Edith Zimmermann (n. 1 noiembrie 1941, Lech⁠(d), Vorarlberg, Austria) este o schioare alpină ce a reprezentat Austria, medaliată olimpică. A participat la o ediție a Jocurilor Olimpice (1964) în care a câștigat o medalie de argint.

## Participări
Lista de mai jos prezintă principalele competiții la care a participat Edith Zimmermann de-a lungul carierei.
- alpine skiing at the 1964 Winter Olympics – women's downhill[*]